# Вучкович, Милош
Милош Вучкович (серб. Милош Вучковић; 4 сентября 1914, Улцинь — 25 августа 1992, Белград) — участник Народно-освободительной войны Югославии, генерал-майор Югославской народной армии, Народный герой Югославии.

## Биография
Родился 4 сентября 1914 в Улцине. Предки родом из Прекорницы и Цетине. Рано потерял отца. Мать трудилась изо всех сил, чтобы прокормить нескольких своих детей. Учился в 1928—1932 годах в Военной музыкальной школе в Вршаце, позднее служил в Белграде, где установил дружеские отношения с некоторыми коммунистами.
В момент начала Апрельской войны Вучкович находился с полком в Ужице, откуда полк перебросили в Косово. Избежав попадания в плен, он продолжил бои на Копаонике и затем как гражданский перебрался в Белград. В Сербии он с самого начала Народно-освободительной войны был в рядах партизан, а после установления связи со Слободаном «Крцуном» Пенезичем получил задание внедриться в ряды четников и начать регулярно сообщать об их действиях Народно-освободительному движению. Покинув Равну-гору, вступил в Валевский партизанский отряд. Осенью 1941 года возглавил роту, участвовал в битвах за Крупань, Шабац и Валево. С октября 1941 года член КПЮ.
В годы войны Вучкович командовал следующими подразделениями:
- рота 4-го батальона 1-й пролетарской бригады (назначен через несколько дней после её образования)
- Кралевацкий батальон (заместитель командира)
- командир батальона 3-й краинской бригады (с середины 1943 года)
- начальник штаба 13-й пролетарской дивизии
- начальник разведцентра 1-й пролетарской дивизии
- начальник разведотделения 1-го пролетарского корпуса и 1-й армии

В 1942 году Милош сражался против усташей на Ораовице, на реке Прача и под Ливно. Против итальянцев сражался под Посушьем и при Яйце. Против четников сражался при Тесличе, Брадине, в Санджаке и у Шуица. Четыре раза был ранен за войну. За три недели до начала Белградской наступательной операции советских войск тайно прибыл в город, откуда отправлял сообщения 1-й югославской армии и советским партизанам. Там же он организовал подпольные группы для борьбы с немцами, которые так и не были пойманы полицией, несмотря на все меры Милана Недича.
После войны занимал должность начальника разведывательного управления Югославской народной армии, преподавал в Высшей военной академии ЮНА. На пенсию вышел в звании генерал-майора.
Скончался 25 августа 1992 в Белграде, похоронен на Аллее народных героев Нового кладбища Белграда.
Кавалер ряда орденов и медалей, в том числе и Ордена Народного героя Югославии (указ от 20 декабря 1951).